# Tostons
Els tostons, també coneguts pel diminutiu tostonets o simplement com a dacsa, són una tareta feta de dacsa blanca fresca fregida amb oli. És un plat tradicional valencià especialment arrelat a Cocentaina.